# Bea Van Buggenhout
Béatrice "Bea" Van Buggenhout of Béatrice Van Buggenhout-Wauters (1946-2002) was hoogleraar Sociaal Recht aan de Faculteit Rechtsgeleerdheid en Criminologische Wetenschappen van de Katholieke Universiteit Leuven. Ze behoorde tot de eerste generatie vrouwelijke professoren aan die faculteit. Haar interessegebieden waren o.a. het welzijnsrecht en aanvullende verzekeringen. Zij was ook kabinetschef van Minister van Welzijn en Gezin Wivina Demeester.

## Levensloop
Béatrice Van Buggenhout werd in 1946 geboren.
Ze behaalde haar rechtendiploma met grootste onderscheiding aan de KU Leuven. Vervolgens verdedigde ze in 1975, onder begeleiding van professor Roger Dillemans, haar proefschrift tot het bekomen van de wetenschappelijke graad van doctor in de rechten over het juridisch statuut van minder-validen. Daarna werd ze tot hoogleraar benoemd aan het Instituut Sociaal Recht van de KU Leuven. Ze was tevens adviseur voor rector André Oosterlinck en adviseerde over het gelijkekansenbeleid van de KU Leuven.
Tijdens haar loopbaan bekleedde ze ook verschillende posities als beleidsadviseurs van CD&V-kabinetten, o.a. als kabinetschef van Minister van Welzijn & Gezin Wivina Demeester. Ze heeft bijgedragen tot de ontwikkeling van verschillende wetten en regelgevingen, zoals het Vlaams Decreet over het vrijwilligerswerk en de Wet betreffende de Tegemoetkoming aan Gehandicapten.
Béatrice van Buggenhout overleed in 2002 op 56-jarige leeftijd na een slepende ziekte.